# Laughter Through Tears
Laughter Through Tears è il secondo album della band sperimentale britannica degli Oi Va Voi, pubblicato nel 2004, che ha fatto conoscere il gruppo sulla scena musicale internazionale.
Alcune delle tracce dell'album erano già presenti nell'album precedente, Digital Folklore, come ad esempio la canzone popolare ungherese A Csitari, che in origine era cantata da una voce maschile, mentre in Laughter Through Tears è cantata da una voce femminile (Judit Németh). L'album include un remix of 7 Brothers, altro pezzo di Digital Folklore, come traccia fantasma, dopo 3 minuti e 7 secondi di silenzio al termine di Pagamenska.

## Tracce
1. Refugee (feat. KT Tunstall) – 3:37
2. Yesterday's Mistakes (feat. KT Tunstall) – 4:40
3. Od Yeshoma – 4:54
4. A Csitári Hegyek Alatt (feat. Judit Németh) – 4:14
5. Ladino Song (feat. KT Tunstall) – 4:12
6. 7 Brothers (feat. Sevara Narzarkhan) – 4:33
7. D'Ror Yikra (feat. Ben Hassan) – 5:57
8. Gypsy (feat. Earl Zinger) – 4:46
9. Hora – 3:57
10. Pagamenska (feat. Majer Bogdanski) – 4:03
11. 7 Brothers (Hefner remix) (Hidden Track) – 4:58